# Stazione di Siena
La stazione di Siena, situata in piazzale Carlo Rosselli, è lo scalo ferroviario di Siena.

## Storia

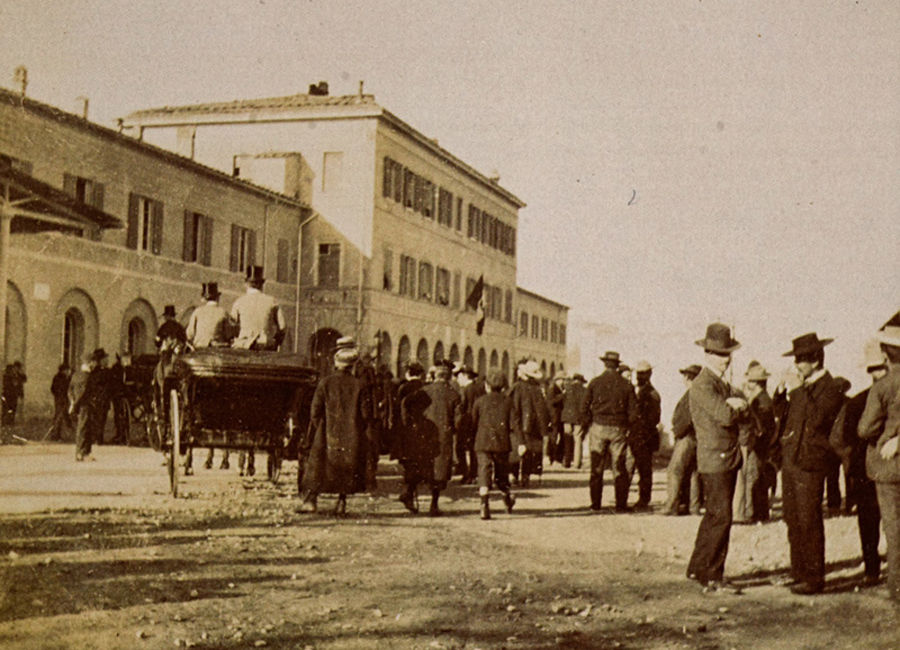
La vecchia stazione dell'800 e il piazzale Francesco di Giorgio.

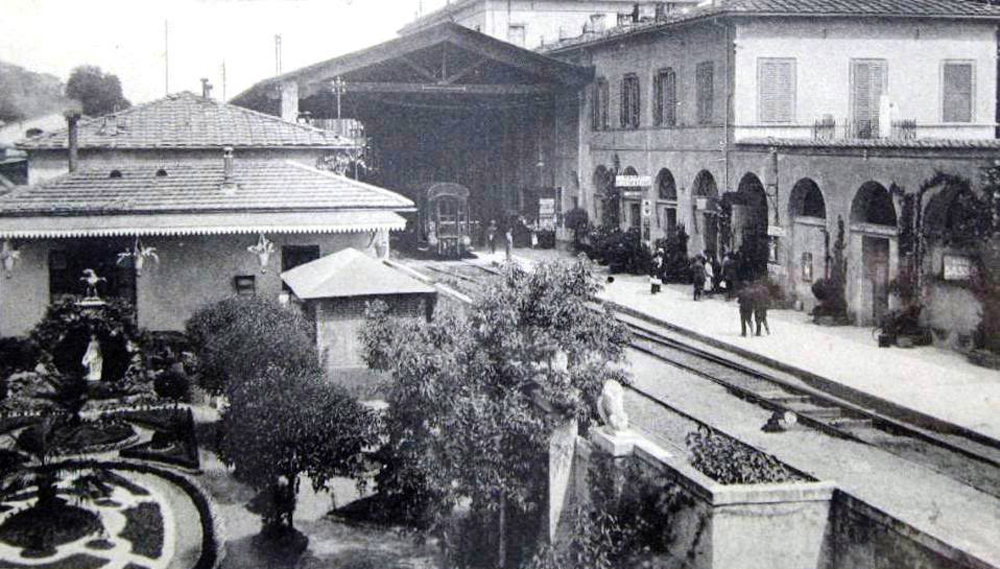
L'interno della vecchia stazione dell'800.

La stazione in una foto del 1935.

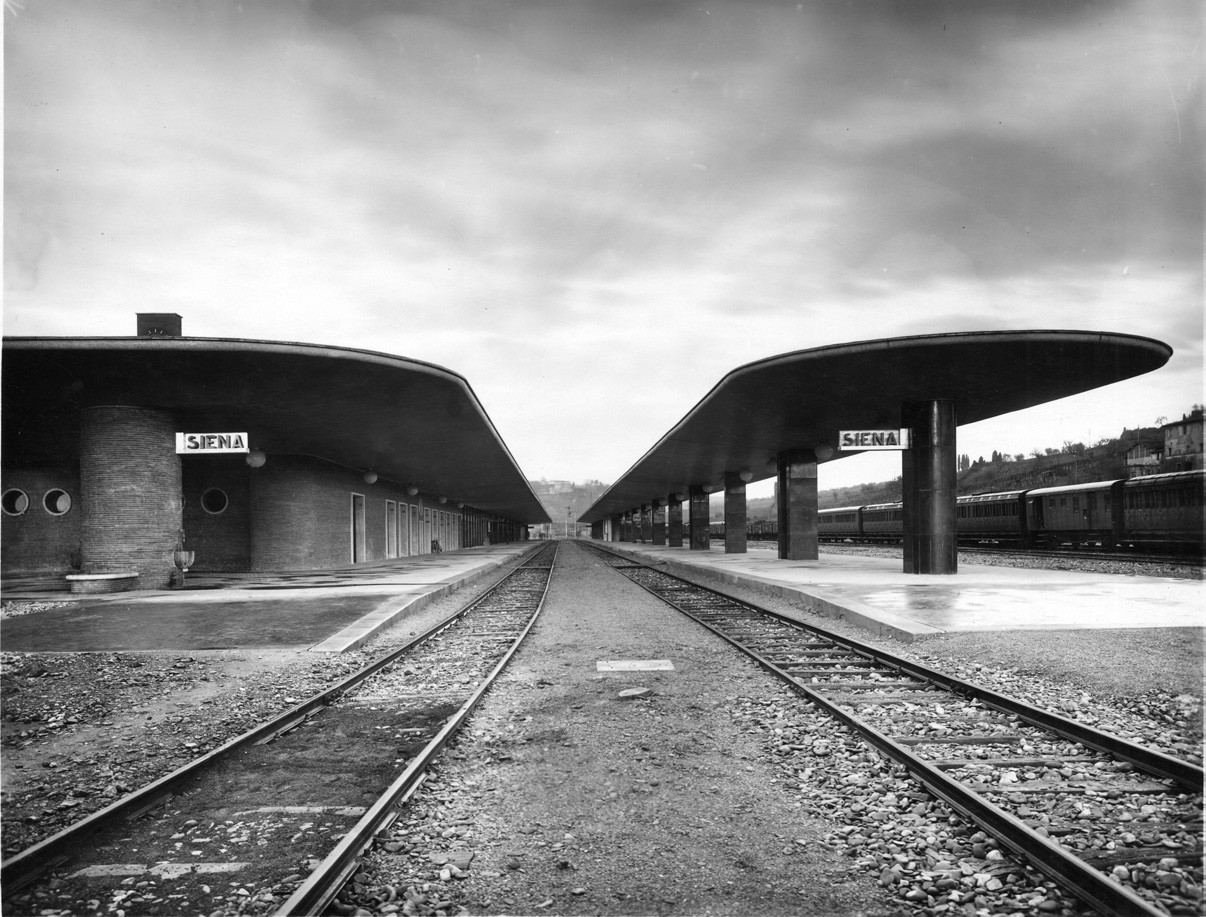
L'interno della stazione in una foto del 1936.

Nel 1844, su iniziativa della Società anonima della Strada Ferrata centrale Toscana, furono iniziati i lavori per la costruzione della ferrovia che collegasse Siena con Empoli e Firenze, e di una stazione “di testa”, e non “di transito”, lungo l'attuale viale Giuseppe Mazzini, per volontà dell’ingegnere Giuseppe Pianigiani e di Policarpo Bandini. La linea venne inaugurata nel 1849, e la stazione l'anno successivo.
Nel 1914, riconosciuti insufficienti gli impianti della vecchia stazione di Siena, le Ferrovie dello Stato dettero mandato alla Societé Française de Chemin de Fer, impegnata nella costruenda linea ferroviaria per Monte Antico, di elaborare il progetto per una nuova stazione ferroviaria. La Societé presentò due diverse soluzioni di alzato su uno stesso impianto tipologico: la prima soluzione caratterizzava il lungo corpo del fabbricato viaggiatori in chiave neo-medievale, con la previsione di un paramento in laterizio a vista, torrette con merli di coronamento, archetti pensili, bifore e grandi aperture ad arco con ghiere rilevate, mentre la seconda, aspirando ad una maggiore modernità, eliminava le merlature.
L'esecuzione del primo gruppo di lavori fu data in appalto alla società francese con contratto del 17 dicembre 1914. I lavori di sbancamento, iniziati immediatamente, proseguirono regolarmente fino al 1919; interrotti per sopravvenute difficoltà tecniche, furono successivamente affidati alla cooperativa L'Edile di Siena, ma nel 1925 risultarono eseguiti solo in parte senza aver ultimato alcun impianto.
Dopo una lunga serie di polemiche, finalmente, a partire dal 1929, non essendo più ritenuto idoneo il progetto della società francese, il Servizio Lavori e Costruzioni delle Ferrovie dello Stato di Roma mette allo studio un nuovo progetto, in funzione del quale una apposita riunione viene indetta il 30 novembre 1931, presente tra gli altri l'architetto Angiolo Mazzoni, funzionario del Servizio Lavori, che viene incaricato dell'opera.
Da questo momento e fino al 1933, vengono redatti per la nuova stazione di Siena cinque differenti progetti; nella prima proposta, elaborata a cavallo tra il 1931 e il 1932, la piazza antistante era prevista sopraelevata rispetto al piano del ferro e gli edifici della stazione si ipotizzavano disposti a ponte sui binari.
Nel progetto successivo la stazione ritorna al tipo tradizionale "di transito" e si avvale dell'aggregazione di vari volumi differenti la cui linearità e purezza, espresse negli elaborati grafici comprendenti anche alcune prospettive di mano dell'architetto Fatigati, saranno sviluppate nel III e nel IV progetto, del quale rimangono le fotografie del plastico.
Il progetto definitivo, completato nel maggio 1932, nella redazione del quale il Mazzoni si avvalse della collaborazione dell'ing. Ponticelli, Capo del Servizio Lavori e Costruzioni delle Ferrovie, del grand'ufficiale Pettenati, degli ingegneri Mariani, Mazza, Polo, Masserizi, Luraschi, Montanari, Biagi, dell'architetto Luigi Romagnoli e del disegnatore principale arch. Mario Greebuer, venne presentato il 23 agosto 1933 ed approvato il 27 dicembre dello stesso anno con Decreto Ministeriale n° 1750, a cui seguì il 29 dicembre l'approvazione definitiva nº 39 da parte del Comune e della Soprintendenza ai Monumenti.
Il modello in legno, esposto nel Palazzo Pubblico di Siena nel 1934, rese evidente lo spirito futurista del progetto e venne commentato con parole non prive di sarcasmo: 

Nel verbale della riunione del 23 agosto 1933 con il Podestà di Siena, così Mazzoni descrive la sua opera:
I lavori, consegnati dal Capo Sezione Lavori di Firenze ing. Mazza alla Impresa Bianchi Gabriello e Figli, erano quasi terminati nel luglio 1935; rispetto al progetto, in corso d'opera erano state introdotte delle varianti finalizzate alla semplificazione dei fabbricati alle estremità al fine di valorizzare ulteriormente la parte centrale e, nonostante non poche difficoltà durante l'esecuzione delle opere, la stazione poté essere aperta al pubblico, ma non ancora inaugurata, il 28 ottobre 1935.
Nonostante l'istituzione di premi di acceleramento e l'imposizione di lavoro straordinario diurno e notturno, per le difficoltà intervenute sulle forniture dei materiali e per l'accavallarsi delle imprese nello svolgimento dei lavori, l'inaugurazione ufficiale - per la quale l'intera città fu imbandierata e vennero coniate medaglie ricordo - avvenne nella mattinata del 25 novembre 1935, alla presenza del ministro Antonio Stefano Benni, delle autorità locali e dei vertici delle Ferrovie dello Stato.
La rivista "Opere Pubbliche" nº 1-2 del 1940 elenca le ditte che avevano partecipato alla realizzazione dell'opera: Bianchi Gabriello e Figli, per la costruzione del fabbricato viaggiatori e fabbricati annessi; Società Generale Marmi e Pietre d'Italia, per la fornitura della pietra da taglio; Società S.A.R. I.M., per i pavimenti e i rivestimenti in tessere di vetro; Anonima Imprese Industriali, per la costruzione delle pensiline isolate; Brandani e F.lli, per la fornitura degli infissi metallici; Ditta Ing. A. Bruni e Lavagnolo, per gli impianti termici; Bricoli comm. Giuseppe, per il completamento del piazzale merci e viaggiatori e dal viale di accesso alla stazione; Guido Bacinetti, per la fornitura di ghiaia e pietrisco; Marcello Anatrini, per l'armamento del binario di corsa e dei piazzali; Nathan Uboldi, per le opere metalliche della rimessa dopolavoro; S.A. Porfidi d'Italia, per la pavimentazione dei magazzini merci.
Il fabbricato viaggiatori, che costituiva la parte centrale del complesso, venne distrutto dai bombardamenti del 1944 e ricostruito "con volume e colore tanto rozzi, da compromettere l'intera opera" su progetto dell'architetto Roberto Narducci del Servizio Lavori di Roma, approvato il 3 dicembre 1946 e realizzato tra il 1947 e il 1948.
I lavori furono eseguiti dalla ditta S.A. I.D.A. per l'importo totale di 142.100.000 lire.

## Strutture e impianti
Per il servizio passeggeri sono presenti cinque binari passanti (tra il 2009 e il 2010 i binari 4 e 5 sono stati dotati di pensilina e di sottopassaggio) e due binari tronchi sul lato nord (di cui uno utilizzato in passato per i servizi postali).

### Aspetti architettonici

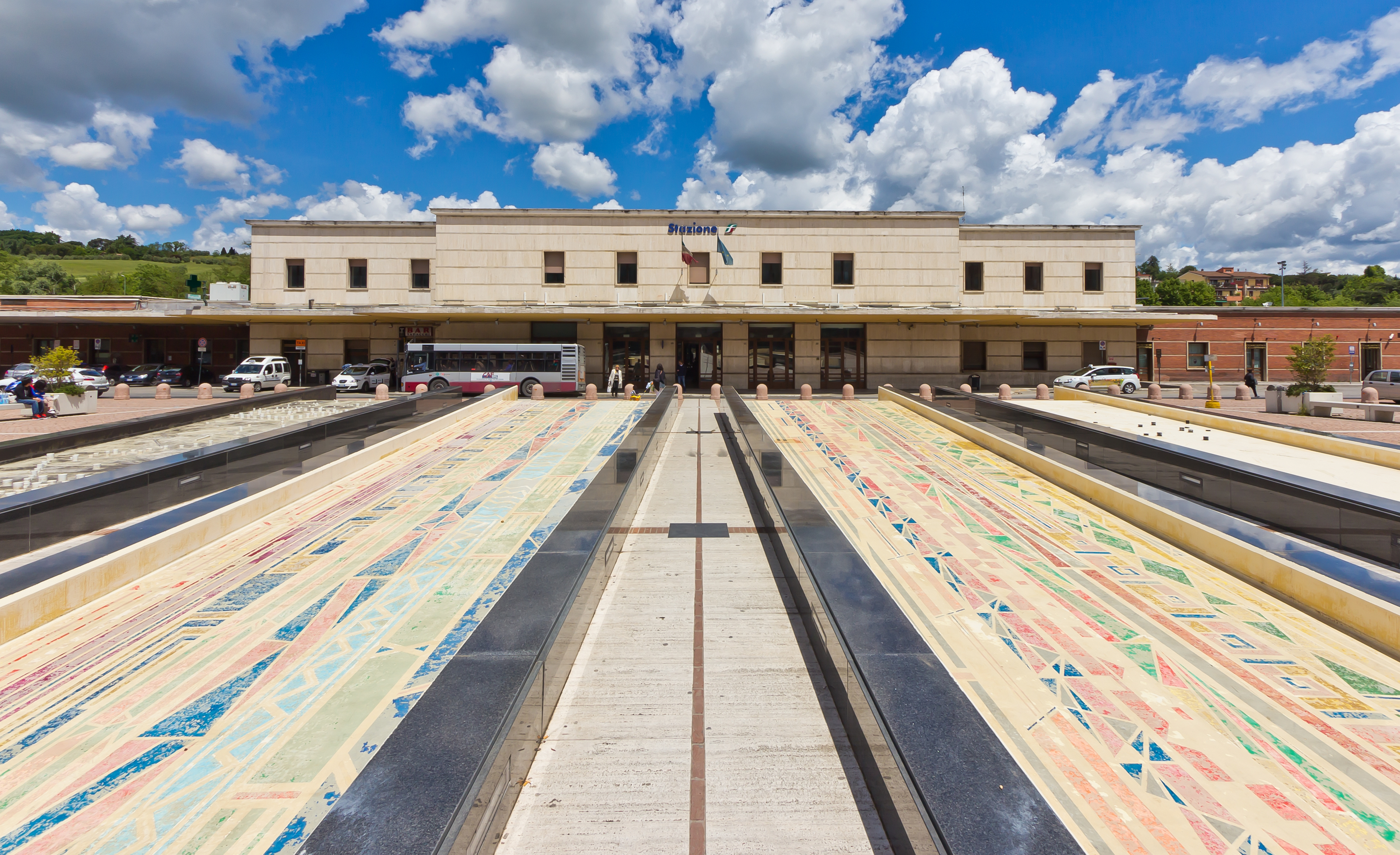
La stazione nel 2013

Sull'opera di ricostruzione lo stesso Mazzoni scrive che "i ricostruttori tolsero a questa mia creatura tutto il suo spirito futurista, la sua essenza funzionale e la sua poesia", stravolgendo la profonda unitarietà del complesso.
A parte l'infelice intervento del Narducci, la stazione di Siena riscuote da alcuni decenni, grazie alla riscoperta dell'opera mazzoniana, un successo critico non certo unanime all'epoca della costruzione: le dispute sul "futurismo" della stazione animarono infatti i giornali del periodo, registrando posizioni contrapposte.
Al caustico commento di Ojetti, si oppone ad esempio un precedente giudizio di Marinetti, per il quale
Nelle cronache locali, il maggior pregio architettonico del complesso è riconosciuto nella pensilina principale che "riconduce a una fondamentale unità... la sua varietà di linee", nonché "nella gustosa sinfonia policroma degli elementi (...) riuscita armoniosa e piacevole alla vista, di una modernità senza eccessi", lodando soprattutto la capacità del progettista di "equilibrare il cosiddetto razionalismo alle esigenze estetiche e a quelle, che si potrebbero dire agresti, dell'ambiente".
Dalla critica recente, particolarmente apprezzata è la disposizione distributiva planimetrica, che per Forti "rimane di grande semplicità e chiarezza" e nella quale "gli elementi espressivi più tipici del Mazzoni raggiungono una scorrevolezza e un equilibrio di rapporti e di proporzioni assoluti".
Più che di futurismo, Severati parla di "suggestioni mendelsohniane", riconosciute anche da Koenig, il quale richiama come illustri precedenti del progetto della stazione Mendelsohn per le finestre a oblò e Le Corbusier del Padiglione dell'Esprit Nouveau dell'Expo 1925 per le pensiline, bucate in alcuni punti per consentire la crescita delle magnolie, le quali, svettando, interrompevano l'orizzontalità della copertura.
Ancora Koenig accosta la "distesa" impostazione compositiva della stazione a quella tipica di Dudok e sottolinea la raffinatezza mai disgiunta dall'estrema funzionalità, nonché la "matrice organico-espressionista" degli arredi esterni ed interni – alcuni dei quali, come le poltroncine in legno della sala d'attesa, ancora utilizzati.

### Ubicazione

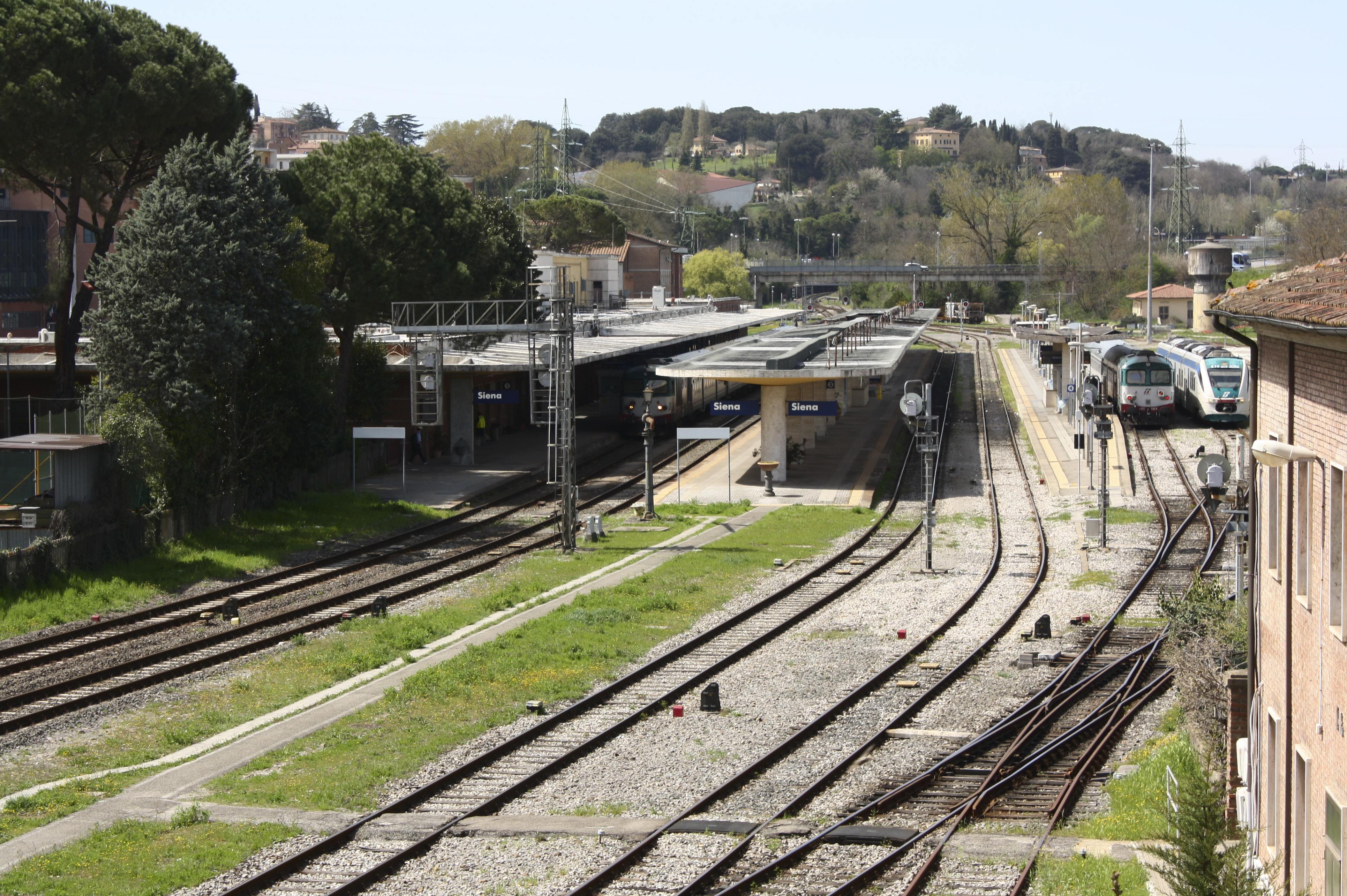
I binari visti da est

Ubicata fuori del nucleo storico cittadino, nella conca circondata di verde già detta del Riluogo, sotto Porta Camollia, e priva all'epoca della costruzione di vincoli speciali di ambiente, la stazione si dispone in fregio ad un vasto piazzale di forma allungata, lungo circa 220 m. e largo 50 m., con due grandi aiuole spartitraffico centrali create per evitare l'intersezione del movimento dei veicoli diretti in direzioni diverse.
Sul lato opposto all'entrata della stazione scorre il traffico di circonvallazione, protetto sul lato verso la città da un muro di contenimento della scarpata soprastante; lo spazio davanti agli accessi è sistemato a parcheggio e ad area di sosta dei servizi di trasporto urbano.
Domina il piazzale la torre dell'orologio, mentre nodo particolare ed elemento di contenimento dell'area appena antistante la stazione è il fabbricato alloggi, la cui torre cilindrica luminosa posta sull'angolo esterno fa da cerniera tra il piazzale stesso ed il viale di accesso principale.

### Esterno

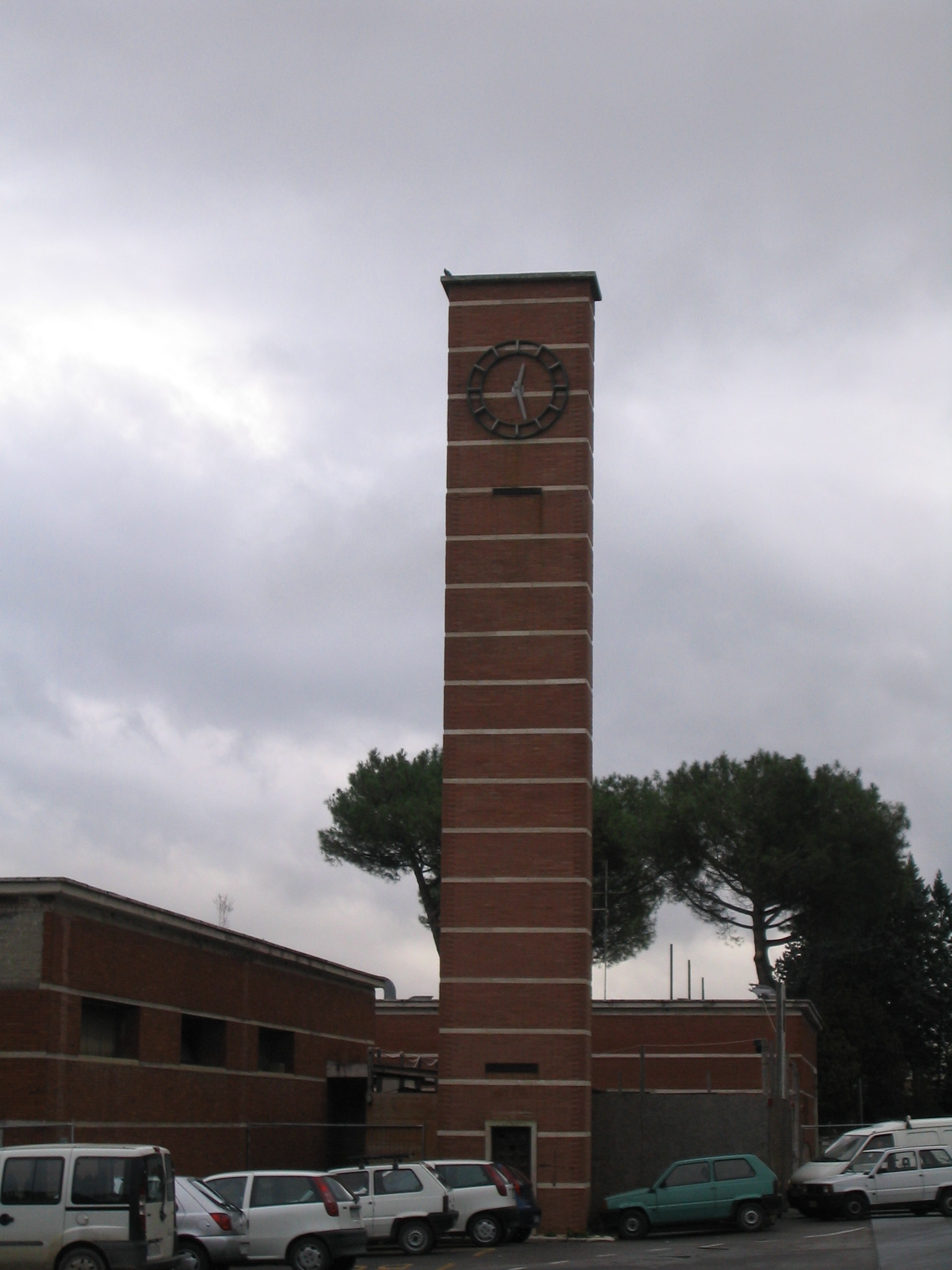
La torre dell'orologio

Originariamente i tre distinti edifici della stazione (il fabbricato alloggi, il fabbricato viaggiatori con le due ali e il fabbricato postale) erano collegati da una ardita pensilina ricorrente sui due fronti, che aveva lo scopo di conferire un senso di unitarietà a tutto il complesso; questo risultava caratterizzato nell'insieme da una forte orizzontalità interrotta dall'emergenza verticale della torre dell'orologio, ancora oggi elemento di sfondo del piazzale.
Attualmente, dopo le vicende della ricostruzione e la profonda modificazione del fabbricato viaggiatori, tale intima compattezza è venuta meno e il complesso risulta a tratti disarticolato ed incongruo.
L'opera originaria è visibile in molte foto d'epoca, conservate negli archivi e in gran parte pubblicate; la descrizione che segue si riferisce allo stato attuale della costruzione.
Il complesso si compone di tre differenti corpi di fabbrica: il fabbricato viaggiatori, adibito ai servizi al pubblico, che costituisce corpo unico con le due ali per i servizi di stazione; il fabbricato lato Chiusi (a destra guardando dal piazzale), articolato in due corpi collegati destinati rispettivamente ai servizi tecnici e al Dopolavoro Ferroviario, ed infine il fabbricato alloggi sul lato Empoli (a sinistra guardando dal piazzale).
Due di essi - il fabbricato viaggiatori con le ali e il fabbricato dei servizi e del Dopolavoro sul lato Chiusi - risultano disposti sullo stesso allineamento, parallelamente ai binari; il fabbricato alloggi, sul lato Empoli, si colloca perpendicolarmente alla linea degli altri e sporge verso il piazzale esterno, sul quale si segnala per la caratteristica torre luminosa di forma cilindrica.
Il raccordo tra il fabbricato alloggi ed il fabbricato viaggiatori è costituito da una pensilina in notevole aggetto che, innestandosi a metà del prospetto laterale del fabbricato alloggi, si modella sul lato del piazzale arretrando ed avanzando secondo l'andamento dei fronti fino all'innesto dell'ala di destra.
Sul lato binari la pensilina, proveniente dal prospetto laterale del fabbricato ora del Dopolavoro Ferroviario, si sviluppa in senso rettilineo per l'intera lunghezza del complesso.
Di fronte al fabbricato dei servizi tecnici sulla destra, verso il piazzale esterno, si eleva la torre dell'orologio, di pianta rettangolare, ricostruita dopo la guerra con l'inclusione delle fasce in travertino nel paramento in laterizio e privato dell'ascia e della data fasciste.

#### Il fabbricato viaggiatori

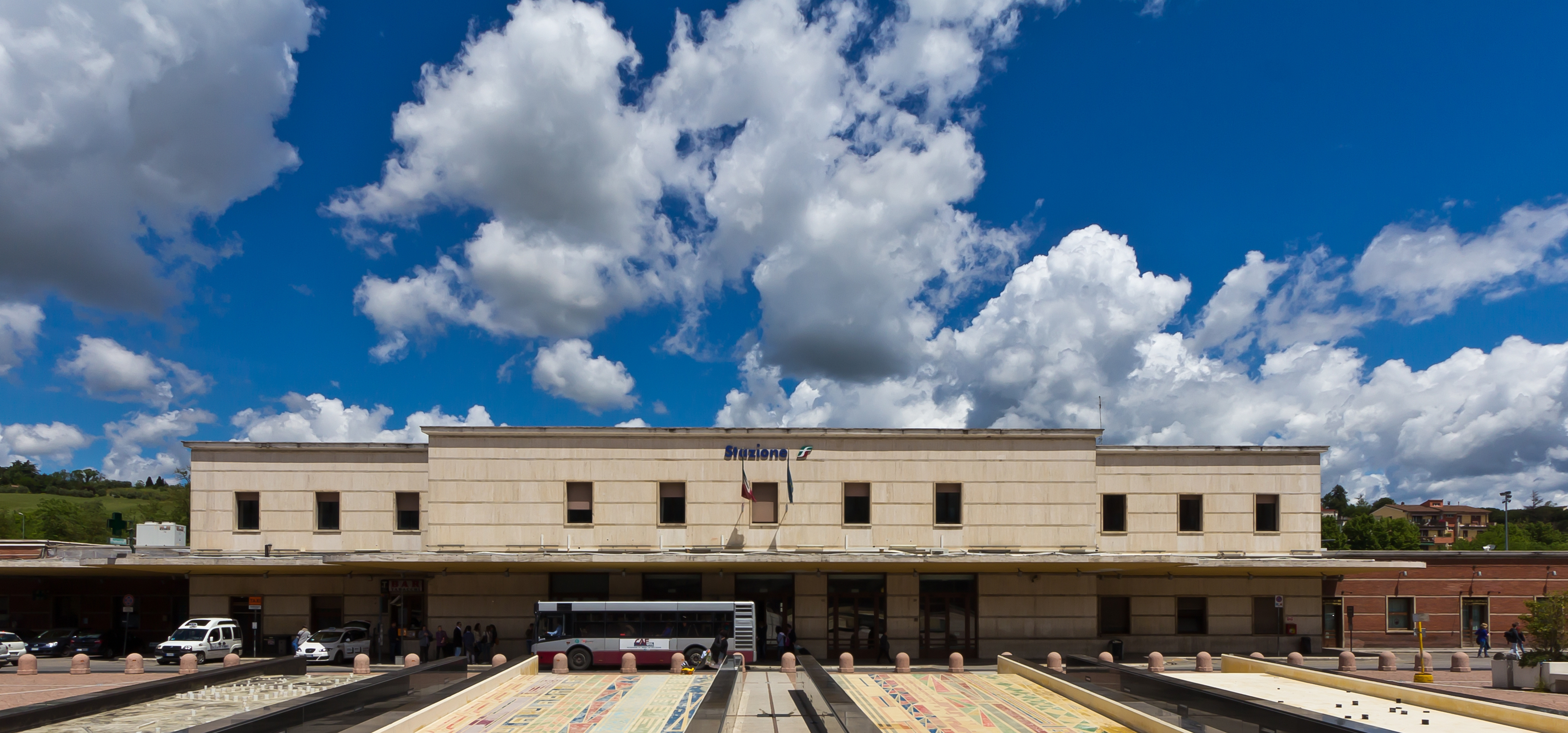
La facciata del fabbricato viaggiatori

Il fabbricato viaggiatori, posto in posizione centrale e leggermente avanzato verso il piazzale esterno, emerge rispetto agli altri corpi di fabbrica per l'elevazione su due piani fuori terra e per il rivestimento in marmo bianco, in contrasto i paramenti dei fabbricati contigui che sono invece in muratura di mattoni a vista. Le lastre di rivestimento, intercorse da piccole fasce orizzontali, risultano poste in verticale, rompendo la linearità dell'insieme originario, dove i ricorsi marmorei erano posti in orizzontale.
Allo stesso modo, sulle ali e sui fabbricati contigui, le attuali fasce bianche hanno frantumato la compattezza del semplice muro in laterizio originale.
I fronti delle ali sono scandite da aperture rettangolari con l'inserimento, sul fronte dell'ala di sinistra, di due bucature ad oblò che riprendono un motivo già presente nella impaginazione originaria delle facciate del complesso.
Appesantito dal piano superiore ed impoverito dall'eliminazione dei passaggi d'angolo semicircolari e dei tanti elementi che ne rompevano la simmetria, il fabbricato viaggiatori presenta attualmente un allineamento geometrico di aperture tutte uguali.
Molto più interessante risulta il blocco posto all'estremità sinistra del complesso, sul lato Empoli, comprendente il fabbricato alloggi e la centrale termica.

#### Il fabbricato alloggi

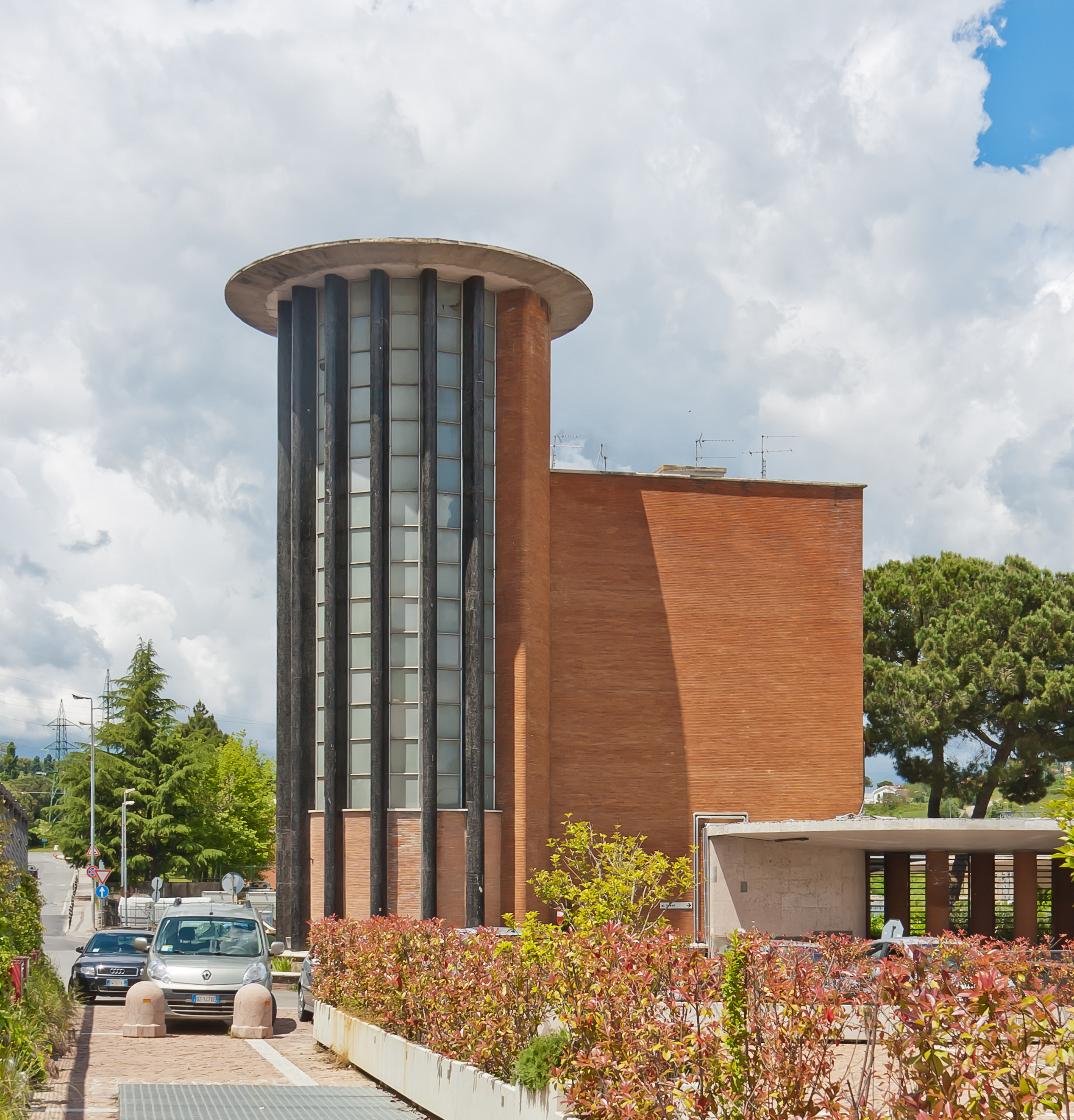
Il fabbricato alloggi

Rimasto quasi intatto dalle vicende della guerra, il fabbricato conclude lo sviluppo del complesso della stazione ponendosi in senso normale all'allineamento degli altri fabbricati e sporgendo quindi verso il piazzale esterno a costituire una cerniera tra questo e il viale principale di accesso alla stazione stessa.
Il fabbricato alloggi è l'unico elevato su tre piani fuori terra e si segnala innanzitutto per la presenza del vano scala cilindrico innestato a 45¡ sull'angolo esterno, la cosiddetta torre luminosa completamente vetrata e scandita da lunghe lesene, in origine a tutta altezza, che sorreggono la copertura, assumendo nell'insieme una forma che richiamava esplicitamente, oggi in modo più blando, il fascio littorio.
A differenza delle altre costruzioni, fabbricato alloggi ha conservato la cortina compatta di mattoni sabbiati ed un impianto planimetrico e volumetrico estremamente articolato, caratterizzato da passaggi angolari curvilinei e corrispondenti volumi semicilindrici.
Un porticato con due file di colonne in mattoni curvati collega il fabbricato alloggi all'ala sinistra del fabbricato viaggiatori, ed in particolare all'ambiente a testata semicircolare che conclude l'ala stessa; in origine, tale ambiente risultava arretrato, preceduto sul lato verso i binari da un ampio portico ed adibito a saletta reale, all'esterno qualificata appunto dalla parete vetrata curva di matrice espressionista e all'interno da finiture ed arredi sontuosi e raffinati: pareti rivestite in marmo nero Col di Lana con fasce in marmo verde, soffitti e pavimenti in vetro Sarim rosso e mobili in cipresso con cuoio blu Savoia ed in palissandro.
Attualmente la ex-saletta è frantumata in diversi piccoli locali di servizio, il corpo di fabbrica allungato verso i binari per allinearsi al filo di parete dell'ala e sono scomparsi sia il portico anteriore che le due vasche poste lateralmente.
Lo spazio di pertinenza sul davanti del fabbricato alloggi, nel lato verso i binari, è sistemato a giardinetto e diviso in aiuole con alti pini chiuse da siepi di bosso; il giardinetto risulta inaccessibile dal piazzale esterno per la presenza, tra le colonne della fila interna del portico di collegamento del fabbricato alloggi con l'ex-saletta reale, di cancellate a tutta altezza in ferro dipinto di rosso, presenti già in origine.
I fronti del fabbricato alloggi denunciano apertamente all'esterno le funzioni degli ambienti in cui è articolato l'interno: la facciata sul piazzale è scandita da tre file di cinque finestre rettangolari incorniciate in travertino, mentre oltre la torre luminosa il fronte ritorna compatto per la presenza, all'interno, del vano scala rettilineo; sul fronte verso il giardinetto ritornano le file di aperture, quelle al pian terreno protette da una breve pensilina raccordata, attraverso il fronte laterale del corpo dell'ex-saletta reale, alla pensilina del marciapiede dei binari.

#### La centrale termica
L'angolo posteriore del fabbricato è segnato invece dalla torre del camino della centrale termica, il cui basso volume a testata semicircolare, sporgente verso il giardinetto interno, si attesta sul lato Nord caratterizzandosi per il paramento compatto, aperto unicamente dalla grande vetrata rettangolare con infisso in ferro e da due finestre ad oblò.
Superiormente, i volumi sono raccordati da una gronda in considerevole aggetto interrotta in corrispondenza del camino e del vano scala interno, ma riproposta a chiusura della torre luminosa.
L'interno del fabbricato alloggi, accessibile dall'ingresso aperto verso il portico, presenta una prima rampa di scala rettilinea di comunicazione con l'appartamento del primo piano, oggi ristrutturato e destinato ad uffici distribuiti lungo il corridoio centrale.
Dal piano superiore, il cui appartamento è ancora destinato ad abitazione privata, è possibile accedere all'interno della torre luminosa, occupata da una scala elicoidale snodata intorno ad una colonna centrale e del tutto indipendente dalle pareti vetrate del volume cilindrico. La scala, attualmente in condizioni di conservazione molto mediocri, è utilizzabile unicamente dagli occupanti dell'appartamento del secondo piano e permette di raggiungere il terrazzo di copertura della torre stessa.

#### Le pensiline

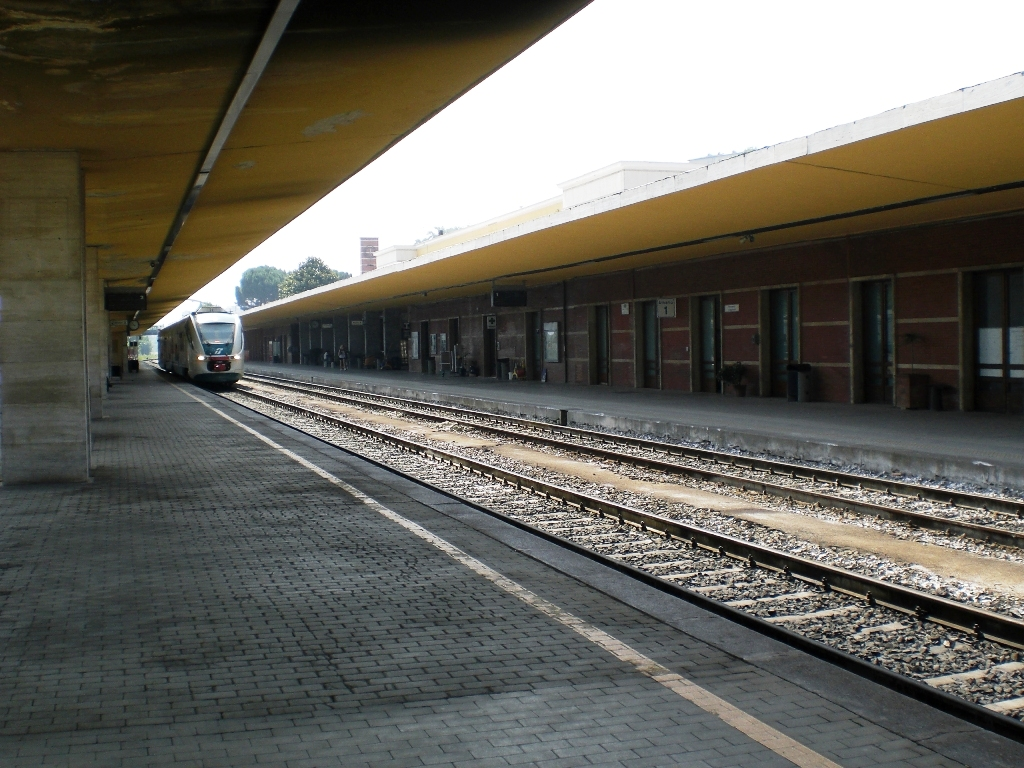
Le pensiline e i binari 1 e 2

Fanno parte del complesso della stazione le pensiline dei binari con la sala di attesa esterna, in gran parte tuttavia distrutte durante la guerra e ricostruite con criteri di economicità che non hanno reso giustizia alle realizzazioni originali. Mazzoni stesso dichiarò che nella stazione di Siena aveva perfezionate le pensiline già presenti nelle stazioni di Venezia Santa Lucia, Firenze e Latina: calcolate dall'ing. Polsoni, le pensiline erano del tipo "a ombrello", con una sola serie di sostegni centrali e ali aperte e tese, realizzate completamente in cemento armato ad alta resistenza per dare alle strutture una forma il più possibile sottile e snella. Le falde inclinate verso il centro presentano la superficie inferiore rivestita di tessere in vetro rosa e completamente piana, essendo le nervature ricavate superiormente; le acque pluviali venivano convogliate verso la mezzeria e scaricate mediante tubi in acciaio collocati all'interno dei pilastri, ad esclusione di quelli di giunto. Durante la realizzazione, sulle casseforme delle pensiline veniva posto uno strato di fondi di bottiglie da eliminare poi con la martellina per lasciare a opera finita la sensazione di una luminescenza vetrosa.
Con la ricostruzione, le pensiline hanno perso la loro leggerezza per il maggiore dimensionamento dei pilastri e per l'aggiunta di un alto bordo in travertino che sostituisce l'originale, più sottile e soprattutto smussato; i tratti rimasti vennero intonacati, coprendo le tessere di vetro troppo costose da recuperare.
Tale rivestimento è presente attualmente nella sala di attesa esterna, posta in corrispondenza delle scale all'uscita del sottopassaggio sul marciapiede intermedio: dotata di ampie vetrate reticolate con infissi in legno ed aperture asimmetriche che si affacciano sui binari, la saletta è pavimentata in grés ceramico beige e dotata di panche in muratura disposte su tre lati con la seduta in marmo bianco e il rivestimento parietale in tesserine di vetro rosa.
Fu opera del Mazzoni anche la sistemazione del piazzale esterno, ricavato in gran parte mediante sbancamento, con due grandi aiuole stondate su un lato per riprendere le forme dei volumi e delle pensiline e decorate con i basamenti in monzonite nera e marmo Biancone del Grappa per il pennone della bandiera. L'illuminazione della piazza era affidata ad otto lampioni a stelo con grappoli di luci a globi ricadenti. Attualmente il piazzale conserva le aiuole centrali ma i lampioni sono stati sostituiti ed il pennone eliminato.

### Interno

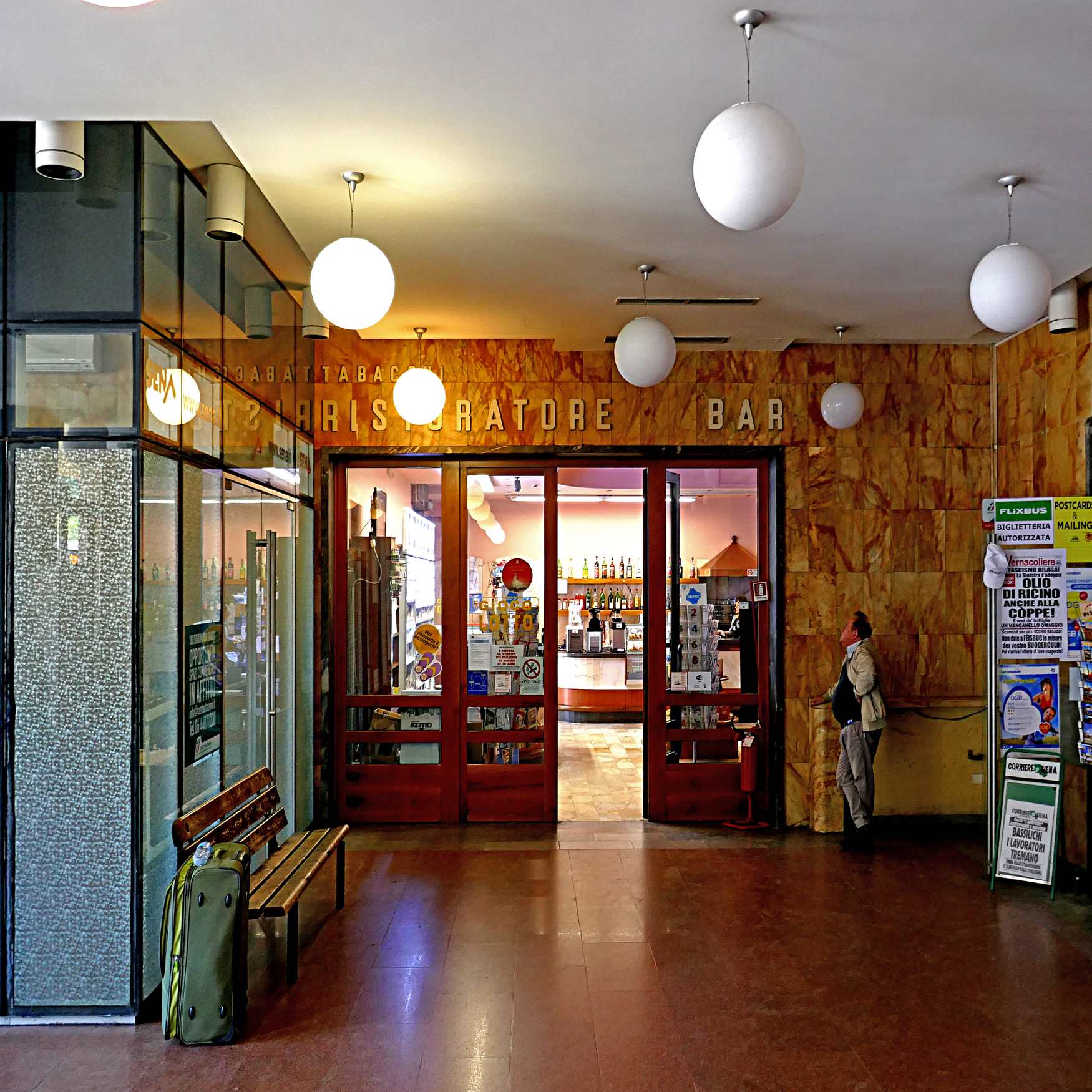
L'atrio

Dal piazzale esterno cinque grandi fornici rettangolari immettono in un grande atrio simmetrico dove sono riunite l'entrata e l'uscita dei viaggiatori, eliminando la soluzione originaria degli accessi differenziati.
L'atrio appare pavimentato in marmo rosso con bordo grigio di rigiro e rivestito alle pareti in marmo giallo di Siena con gli inserti neri di incorniciatura delle aperture. In origine, l'atrio era rivestito con bardiglio lucido nella parte inferiore e tessere di vetro rosa nella parte superiore e nel soffitto, mentre il pavimento era di vetro viola e pietra monzonite.
Sul lato sinistro, di fronte alla biglietteria ed opposto alla posizione d'origine, è collocato il bar-ristorante, trattato con pareti ad encausto azzurrine e privato degli arredi originali prevalentemente in lega d'alluminio; dalle descrizioni d'epoca risulta che il ristorante era completamente rivestito di tessere di vetro color verde-veronese.
Di fronte all'entrata dell'atrio, una grande vetrata immette al marciapiede dei binari, pavimentato in mattonelle di asfalto e schermato verso il ferro da una fila di pilastri a sezione rettangolare rivestiti in marmo che sostengono la lunga pensilina; questa appare bucata nei tratti di collegamento con il fronte del fabbricato e le bucature rettangolari chiuse da mattoni in vetro-cemento per l'illuminazione del marciapiede, riprendendo, in senso peggiorativo, l'idea originaria del Mazzoni che aveva previsto in alcuni punti la foratura circolare della pensilina stessa.
Sul lato verso i binari il fronte del fabbricato viaggiatori, leggermente arretrato rispetto alle ali, costituisce con queste ultime un unicum grazie al paramento continuo in laterizio con ricorsi in travertino bianco e aperture con infissi in legno incorniciate in travertino; originariamente le incorniciature erano lavorate con una stondatura a 180°, per efficacemente mediare lo stacco tra il pieno della parete e il vuoto del vano.
All'uscita sul marciapiede si trovano sulla destra i due vani scala del sottopassaggio, alle cui pareti esterne sono addossate delle sedute per i viaggiatori; le pareti delle scale e delle sedute sono in laterizio con cimase in travertino; le scale sono in marmo, rettilinee a due rampe ed immettono nel passaggio sotterraneo di comunicazione fra i binari, pavimentato in grés ceramico e rivestito alle pareti con lastre di travertino che hanno sostituito le piastrelline vetrose color rosa del rivestimento originario, mentre l'illuminazione al neon posta sui lati ha soppiantato le grosse plafoniere del soffitto.
Le ali del fabbricato viaggiatori, che in origine erano interrotte a sinistra da un ampio porticato coperto e a destra dal giardino del ristoratore, risultano attualmente continue.
Sotto la lunga pensilina sul lato dei binari si apre la fila di vetrate con infissi in legno che immettono nei vari locali destinati ai servizi di stazione, oggetto in anni recenti di diversi interventi di adattamento ed ammodernamento interni: le pavimentazioni sono per lo più in ceramica e non vi è traccia degli arredi originali.
Due panche ed una poltroncina in legno, quest'ultima presumibilmente di design mazzoniano, si trovano nella sala d'attesa posta nell'ala sinistra, che nella pavimentazione in marmo nero e nella zoccolatura in giallo di Siena conserva il decoro conferitole nel dopoguerra.
Sono naturalmente scomparsi gli accessori studiati dal Mazzoni posti lungo il marciapiede: i quadri porta-avvisi in abete rivestiti in anti-corodal, le fontanelle con la vasca ovoidale in bronzo addossate alle pareti, gli orologi a sbalzo e le colonnine paracarro in bronzo poste a protezione del rivestimento, tutti elementi di estrema funzionalità e raffinato design ora sostituiti da elementi anonimi.
Con la ricostruzione del corpo centrale si è creata una marcata simmetria a livello planimetrico: le due ali del fabbricato viaggiatori risultano attualmente pressoché uguali ed è scomparso sulla sinistra il portico di comunicazione tra il piazzale e il marciapiede dei binari, che aveva anche la funzione di smistamento dei viaggiatori e che, per la soluzione delle due aperture circolari nella pensilina con le aiuole sottostanti in cui spiccavano le magnolie, risultava forse la parte più suggestiva della stazione.
Il passaggio sulla destra, prima sistemato a giardino recintato e occupato in parte dal caratteristico corpo di fabbrica a testata circolare nel quale era allestita la cucina del ristoratore, è oggi un semplice largo marciapiede con due aiuole rettangolari, schermato verso i binari dalla fila dei pilastri rettangolari chiusi da cancelletti in ferro.
Procedendo verso destra, lungo il lato Chiusi, si trova il fabbricato articolato in due corpi comunicanti attualmente occupato da vari servizi tecnici e dal Dopolavoro Ferroviario.
Di fronte al primo corpo, sul lato del piazzale, si trova l'alta torre dell'orologio. Originariamente, su quest'ultimo blocco veniva riproposto il motivo della pensilina, interrotta all'inizio dell'ala di destra, che sull'angolo dell'ufficio postale avanzava in misura notevole perpendicolarmente verso il piazzale concludendosi a semicerchio; inoltre, il prospetto sul piazzale e il fronte laterale dove si apriva l'ingresso dell'ufficio stesso erano caratterizzati da una fila di piccole finestre ad oblò con forti cornici in travertino.

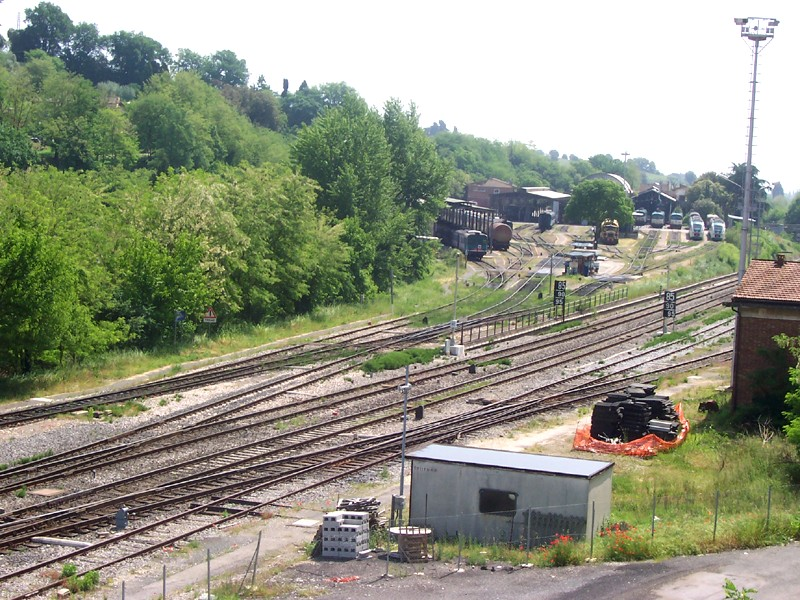
Il deposito

Attualmente, con la frantumazione del paramento in laterizio data dall'intercalare delle fasce in travertino, con la riduzione del marciapiede continuo, con l'eliminazione delle finestre tonde e la scomparsa del considerevole avanzamento della pensilina, la costruzione risulta molto più periferica rispetto al corpo centrale e i due fabbricati comunicanti nei quali è articolato si presentano come due episodi scatolari, scarsamente qualificati, coronati da un cornicione in travertino in lieve aggetto.
Il corpo adibito ai servizi tecnici presenta due incongrue finestre a nastro sul fronte verso il piazzale e l'angolo verso il fabbricato del Dopolavoro sottolineato da un portico sporgente interamente rivestito in lastre di travertino.
Il fabbricato del Dopolavoro Ferroviario si apre verso il piazzale con una fila di piccole bucature quadrate e con l'ingresso segnalato un ampio fornice architravato; sul giardinetto si affaccia la fila di finestrature rettangolari, incorniciate in travertino, del prospetto laterale protetto dalla pensilina che, attestata sul fornice d'ingresso, curva sull'angolo del fabbricato per svilupparsi poi lungo l'intero fronte sui binari. Le tre stanze del Dopolavoro Ferroviario conservano le pavimentazioni in graniglia e a piastrelle rettangolari di grés ceramico bianche e rosse disposte in diagonale.

## Movimento
La stazione, servita da treni regionali svolti da Trenitalia nell'ambito del contratto di servizio stipulato con la Regione Toscana, è interessata da circa 2.500.000 passeggeri all'anno. 
I treni percorrono le linee Siena-Chiusi Chianciano Terme, Siena-Firenze Santa Maria Novella e Siena-Grosseto, effettuando regionali veloci cadenzati per Firenze Santa Maria Novella; regionali per Empoli, Chiusi-Chianciano Terme, Buonconvento e Grosseto; collegamenti diretti da Firenze S. M. N. e Orbetello passanti per Siena e Grosseto. 
I viaggiatori che si recano nel sud Italia devono necessariamente effettuare il trasbordo a Chiusi-Chianciano Terme o a Grosseto (essendo il capolinea), quelli diretti al nord a Firenze Rifredi o Santa Maria Novella, chi è diretto verso Pisa, Genova e le regioni del nord-ovest effettua il trasbordo a Empoli. Dal piazzale esterno parte il servizio Freccialink per Firenze Santa Maria Novella.

## Servizi
La stazione è classificata da RFI nella categoria "gold". All’interno del fabbricato viaggiatori si trovano una biglietteria a sportello e una automatica, oltre che una biglietteria per le autolinee locali. Sono presenti anche un bar, una tabaccheria, un’edicola e una farmacia. I servizi igienici sono disponibili anche per le persone con disabilità. Nella stazione si trova anche un posto di polizia ferroviaria. Nelle immediate vicinanze si trova la galleria commerciale “Porta Siena” con vari negozi e ristoranti.